# Leopold Skulski
Leopold Skulski (Zamość, Imperio Ruso, 1878 - Brześć, Polonia después de septiembre de 1939, posiblemente 1940) fue un político polaco, primer ministro de Polonia entre diciembre de 1919 y junio de 1920.

## Biografía
Estudió hasta 1906 en la Politécnica de Karlsruhe y después de concluido el curso, se estableció en la ciudad de Lodz, donde fue alcalde entre 1917 y 1919. Se hizo miembro del parlamento (Sejm) después de las elecciones de 1919. En el fin del mismo año, se hizo primer ministro. Renunció después del fracaso de la Ofensiva de Kiev en la guerra polaco-soviética, y el consecuente avance de las tropas bolcheviques.
Skulski fue posteriormente ministro de asuntos internos durante el gobierno de Wincenty Witos (1920-1921).
Fue arrestado durante la invasión de Polonia por tropas soviéticas en el inicio de la Segunda Guerra Mundial, y murió en la prisión de la NKVD en Brest (Bielorrusia) posiblemente el año siguiente.
| Predecesor: Ignacy Jan Paderewski | Primer ministro de Polonia 1919 a 1920 | Sucesor: Władysław Grabski |